# 卡伦·墨菲
卡伦·墨菲（英語：Karen Murphy，1974年12月18日—），澳大利亚女子草地滚球运动员。她曾代表澳大利亚参加1998年、2002年、2006年、2014年和2018年英联邦运动会草地滚球比赛，获得一枚金牌和三枚银牌。